# Александр II Македонський
Александр II (грец. Ἀλέξανδρος Β΄; бл. 389 до н. е. — 369 до н. е.) — цар Македонії в 370—369 роках до н. е.

## Життєпис
Походив з династії Аргеадів. Старший син Амінта III від його другої дружини Еврідіки I. Остання сприяла затвердженню прав сина на трон в обхід синів від першої дружини чоловіка. У 370 році до н. е. після смерті батька Александр став новим царем Македонії.
З огляду на молодий вік користувався досвідом матері, що мала на нього вплив. Спочатку Еврідіка сприяла замиренню сина-царя з іллірійцями. Потім домоглася підтримки афінського стратега Іфікрата проти претендента на трон Пафсанія.
Зміцнивши владу в Македонії, Александр II втрутився у справи в Фессалії, де було вбито тага (верховного вождя) Ясона. За підтримки македонського царя було переможено Полідора — брата Ясона. За цим Александр II зайняв важливі міста Ларису й Краннон. Невдовзі порушив домовленості, розмістивши там свою залогу. Це викликало спротив роду Алеадів, які запросили фіванського стратега Пелопіда. Той змусив македонян залишити Фессалію.
Невдача царя спровокувала зростання невдоволених серед македонської аристократії, яких очолив Птолемей Алорит, що також мав претензії на трон. Пелопід втрутився у македонські справи, замиривши суперників. Але наприкінці 369 року до н. е. під час бенкету Птолемей вбив царя Александра II, ставши регентом при малолітньому братові останнього Пердіцці III.